# 1980 w filmie
Wydarzenia filmowe w 1980 roku.

## Wydarzenia
- amerykańska aktorka Sharon Stone zadebiutowała w filmie Woody’ego Allena Wspomnienia z gwiezdnego pyłu

## Premiery

### Filmy polskie
| Data            | Tytuł filmu                      | Kraj   | Reżyseria | Obsada                                                                                      |
| --------------- | -------------------------------- | ------ | --- | ------------------------------------------------------------------------------------------- |
| 7 stycznia      | Wściekły                         | Polska | Roman Załuski | Bronisław Cieślak, Barbara Brylska, Liliana Głąbczyńska, Halina Gryglaszewska               |
| 17 stycznia     | Colargol i cudowna walizka       | Polska | Tadeusz Wilkosz Eugeniusz Ignaciuk Jadwiga Kudrzycka Janina Hartwig Marian Kiełbaszczak Dariusz Zawilski Lucjan Dembiński | Dubbing: Irena Siempińska, Stanisław Czernik, Waldemar Szyk, Tadeusz Wojan                  |
| 17 stycznia     | Róg Brzeskiej i Capri            | Polska | Krzysztof Wojciechowski                                                                                                   | Jan Nowak, Irena Nowak, Janina Kondracka, Zbigniew Bartosiewicz                             |
| 28 stycznia     | ...droga daleka przed nami...    | Polska | Władysław Ślesicki | Tomasz Mędrzak, Wojciech Gruca, Edmund Fetting, Emil Karewicz, Eugeniusz Kujawski           |
| 1 lutego        | Zapowiedź ciszy                  | Polska | Lech J. Majewski Krzysztof Sowiński                                                                                       | Franciszek Blada, Mieczysław Hryniewicz, Julitta Sękiewicz, Zbigniew Bielski                |
| 8 lutego        | Gwiazdy poranne                  | Polska | Henryk Bielski | Ryszarda Hanin, Marian Kociniak, Sławomira Łozińska, Borys Tokariew, Bolesław Płotnicki     |
| 18 lutego       | Szansa                           | Polska | Feliks Falk | Jerzy Stuhr, Krzysztof Zaleski, Tomasz Zięciowski, Elżbieta Karkoszka, Ewa Kolasińska       |
| 22 lutego       | Wysokie loty                     | Polska | Ryszard Filipski | Jerzy Aleksander Braszka, Jerzy Złotnicki, Tomasz Borkowy, Bożena Adamek, Andrzej Gazdeczka |
| 29 lutego       | Zielone lata                     | Polska | Stanisław Jędryka | Tomasz Jarosiński, Jacek Bryniarski, Agnieszka Konopczyńska, Małgorzata Pritulak            |
| 17 marca        | Kung-fu                          | Polska | Janusz Kijowski | Teresa Sawicka, Daniel Olbrychski, Piotr Fronczewski, Andrzej Seweryn                       |
| 18 marca        | Golem                            | Polska | Piotr Szulkin | Marek Walczewski, Krystyna Janda, Joanna Żółkowska, Wojciech Pszoniak, Mariusz Dmochowski   |
| 24 marca        | Dyrygent                         | Polska | Andrzej Wajda | John Gielgud, Krystyna Janda, Andrzej Seweryn, Jan Ciecierski, Tadeusz Czechowski           |
| 24 marca        | Paciorki jednego różańca         | Polska | Kazimierz Kutz | Marta Straszna, Augustyn Halotta, Ewa Wiśniewska, Franciszek Pieczka, Jan Bógdoł            |
| 7 kwietnia      | Ojciec królowej                  | Polska | Wojciech Solarz | Ignacy Machowski, Anna Seniuk, Mariusz Dmochowski, Dorota Pomykała, Jan Englert             |
| 18 kwietnia     | Znaków szczególnych brak         | /      | Anatolij Bobrowski | Piotr Garlicki, Barbara Bargiełowska, Donatas Banionis, Oleg Basiłaszwili, Evi Kiwi         |
| 21 kwietnia     | Porwanie „Savoi”                 | /      | Wieniamin Dorman | Włodzimierz Gołaczyński, Daria Michajłowa, Leonid Broniewoj, Antoni Jurasz                  |
| 6 maja          | Kobieta i kobieta                | Polska | Ryszard Bugajski Janusz Dymek                                                                                             | Halina Łabonarska, Anna Romantowska, Witold Dębicki, Stefan Szmidt, Jerzy Zelnik            |
| 11 maja         | Bitwa pod Warną                  | Polska | Romuald Dobrzyński | Bistra Cvetkowa, Ilber Ortayli, Ferenc Szakaly, Rafał Karpiński, Szymon Kobyliński          |
| 19 maja         | Podróż do Arabii                 | Polska | Antoni Krauze | Halina Łabonarska, Jerzy Bińczycki, Ewa Decówna, Jan Peszek, Andrzej Różycki jr.            |
| 26 maja         | Po drodze                        | /      | Márta Mészáros | Delphine Seyrig, Jan Nowicki, Beata Tyszkiewicz, Halina Winiarska, Wanda Neumann            |
| 5 czerwca       | Racławice. 1974                  | Polska | Lucyna Smolińska Mieczysław Sroka                                                                                         | Mariusz Benoit, Stanisław Gronkowski, Krzysztof Kołbasiuk, Andrzej Kopiczyński              |
| 9 czerwca       | Prom do Szwecji                  | Polska | Włodzimierz Haupe | Henryk Talar, Joanna Żółkowska, Stanisław Bieliński, Henryk Machalica                       |
| 16 czerwca      | Sowizdrzał świętokrzyski         | Polska | Henryk Kluba | Olgierd Łukaszewicz, Beata Tyszkiewicz, Elżbieta Czaplińska, Tadeusz Bartosik               |
| 23 czerwca      | Olimpiada ’40                    | Polska | Andrzej Kotkowski | Mariusz Benoit, Jerzy Bończak, Tadeusz Galia, Krzysztof Janczar, Wojciech Pszoniak          |
| 1 września      | Dzień Wisły                      | Polska | Tadeusz Junak | Henryk Talar, Ewa Borowik, Edmund Fetting, Jerzy Kamas, Emil Karewicz                       |
| 5 września      | Grzeszny żywot Francszka Buły    | Polska | Janusz Kidawa | Andrzej Grabarczyk, Jarosław Antonik, Jerzy Cnota, Mirosław Krawczyk, Adam Baumann          |
| 8 września      | Wyrok śmierci                    | Polska | Witold Orzechowski | Wojciech Wysocki, Jerzy Bończak, Doris Kunstmann, Stanisław Igar, Sławomira Łozińska        |
| 14 września     | Robotnicy ’80                    | Polska | Andrzej Chodakowski Andrzej Zajączkowski                                                                                  | film dokumentalny                                                                           |
| 16 września     | Spotkanie na Atlantyku           | Polska | Jerzy Kawalerowicz | Teresa Budzisz-Krzyżanowska, Ignacy Gogolewski, Marek Walczewski, Małgorzata Niemirska      |
| 19 września     | Constans                         | Polska | Krzysztof Zanussi | Tadeusz Bradecki, Zofia Mrozowska, Małgorzata Zajączkowska, Cezary Morawski                 |
| 23 września     | Urodziny młodego warszawiaka     | Polska | Ewa Petelska Czesław Petelski                                                                                             | Piotr Łysak, Andrzej Łapicki, Jolanta Grusznic, Gabriela Kownacka, Hanna Skarżanka          |
| 6 października  | Rycerz                           | Polska | Lech J. Majewski | Piotr Skarga, Daniel Olbrychski, Andrzej Hudziak, Katarzyna Kozak, Czesław Meissner         |
| 10 października | Ćma                              | Polska | Tomasz Zygadło | Roman Wilhelmi, Anna Seniuk, Iwona Bielska, Nela Obarska, Jerzy Trela                       |
| 20 października | Ukryty w słońcu                  | Polska | Jerzy Trojan | Jan Englert, Gabriela Kownacka, Ewa Dałkowska, Kazimierz Kaczor, Mieczysław Voit            |
| 27 października | Przed odlotem                    | Polska | Krzysztof Rogulski | Mariusz Benoit, Grażyna Szapołowska, Jerzy Kryszak, Igor Przegrodzki                        |
| 10 listopada    | Pałac                            | Polska | Tadeusz Junak | Janusz Michałowski, Bożena Adamek, Halina Gryglaszewska, Elżbieta Karkoszka                 |
| 21 listopada    | Smak wody                        | Polska | Leszek Wosiewicz | Magda Teresa Wójcik, Zdzisław Kozień, Halina Buyno-Łoza, Emilia Krakowska                   |
| 1 grudnia       | Tango ptaka                      | Polska | Andrzej Jurga | Alicja Bienicewicz, Emilian Kamiński, Marek Probosz, Jerzy Łapiński, Elżbieta Nowacka       |
| 14 grudnia      | Powstanie Listopadowe. 1830–1831 | Polska | Lucyna Smolińska | Włodzimierz Bednarski, Henryk Bista, Czesław Byszewski, Krzysztof Chamiec                   |
| 26 grudnia      | Bez miłości                      | Polska | Barbara Sass | Dorota Stalińska, Władysław Kowalski, Zdzisław Wardejn, Małgorzata Zajączkowska             |

### Filmy zagraniczne
- Atlantic City – reż. Louis Malle
- Blues Brothers – reż. John Landis
- Błękitna laguna – reż. Randal Kleiser
- Cały ten zgiełk – reż. Bob Fosse
- Człowiek słoń (The Elephant man) – reż. David Lynch
- Czy leci z nami pilot? (Airplane!) – reż. Jim Abrahams, David Zucker, Jerry Zucker
- Czyste szaleństwo – reż. Sidney Poitier
- Flash Gordon
- Gloria
- Gwiezdne wojny: część V – Imperium kontratakuje
- Heartland
- Jak za dawnych, dobrych czasów – reż. Jay Sandrich
- Kaskader z przypadku
- Lśnienie – reż. Stanley Kubrick
- Miasto kobiet – reż. Federico Fellini
- Miejski kowboj – reż. James Bridges
- Od dziewiątej do piątej
- Postrzyżyny (Postřižiny) – reż. Jiří Menzel
- Piątek, trzynastego – reż. Sean S. Cunningham
- Sława
- Sobowtór – reż. Akira Kurosawa
- Sprawa Moranta
- Szeregowiec Benjamin
- Tess – reż. Roman Polański
- Wielki Santini
- Więzień Brubaker – reż. Stuart Rosenberg
- Wściekły Byk – reż. Martin Scorsese
- Wujaszek z Ameryki – reż. Alain Resnais
- Z życia marionetek – reż. Ingmar Bergman
- Pętla Oriona (Петля Ориона) – reż. Wasilij Lewin

## Nagrody filmowe

### Oskary
- Najlepszy film – Zwyczajni ludzie – reż. Robert Redford
- Najlepszy aktor – Robert De Niro – Wściekły Byk
- Najlepsza aktorka – Sissy Spacek – Córka górnika
- Wszystkie kategorie: Oskary w roku 1980

### Festiwal w Cannes
- Złota Palma: ex æquo
  - Bob Fosse – Cały ten zgiełk (All That Jazz)
  - Akira Kurosawa – Sobowtór (Kagemusha)

### Festiwal w Berlinie
- Złoty Niedźwiedź: Richard Pearce – Heartland

### Festiwal w Wenecji
- Złoty Lew: ex æquo
  - Louis Malle – Atlantic City
  - John Cassavetes – Gloria

### VIIFestiwal Polskich Filmów Fabularnych
- Złote Lwy Gdańskie: Paciorki jednego różańca – reż. Kazimierz Kutz

## Urodzili się
- 12 lutego – Christina Ricci, amerykańska aktorka
- 8 kwietnia – Katee Sackhoff, amerykańska aktorka
- 23 kwietnia – Małgorzata Socha, polska aktorka
- 26 kwietnia – Anna Mucha, polska aktorka
- 5 lipca – Eva Green, francuska aktorka
- 12 sierpnia – Dominique Swain, amerykańska aktorka
- 26 sierpnia – Macaulay Culkin, amerykański aktor
- 16 września – Andżelika Piechowiak, polska aktorka
- 12 listopada – Ryan Gosling, amerykański aktor
- 3 grudnia – Anna Chlumsky, amerykańska aktorka
- 13 grudnia – Agnieszka Włodarczyk, polska aktorka
- 19 grudnia – Jake Gyllenhaal, amerykański aktor
- 30 grudnia – Eliza Dushku, amerykańska aktorka

## Zmarli
- styczeń – Jacek Zejdler, polski aktor (ur. 1955)
- 2 stycznia – Władysław Skoraczewski, polski śpiewak i dyrygent (ur. 1919)
- 15 stycznia – Leszek Herdegen, polski aktor (ur. 1929)
- 29 stycznia – Jimmy Durante, amerykański piosenkarz i aktor (ur. 1893)
- 13 lutego – David Janssen, amerykański aktor (ur. 1931)
- 5 marca – Jay Silverheels, kanadyjski aktor (ur. 1912)
- 28 marca – Dick Haymes, amerykański aktor i piosenkarz (ur. 1918)
- 4 kwietnia – Aleksander Ford, polski reżyser (ur. 1908)
- 29 kwietnia – Alfred Hitchcock, brytyjski reżyser (ur. 1899)
- 6 lipca – Gail Patrick, amerykańska aktorka (ur. 1911)
- 24 lipca – Peter Sellers, brytyjski aktor (ur. 1925)
- 31 sierpnia – Wanda Bartówna, polska aktorka (ur. 1917)
- 6 października – Hattie Jacques, brytyjska aktorka (ur. 1922)
- 7 listopada – Steve McQueen, amerykański aktor (ur. 1930)
- 22 listopada – Mae West, amerykańska aktorka (ur. 1893)
- 24 listopada – George Raft, amerykański aktor (ur. 1901)
- 26 listopada – Rachel Roberts, walijska aktorka (ur. 1927)
- 13 grudnia – Edward Sturlis, polski reżyser filmów animowanych (ur. 1927)
- 31 grudnia – Raoul Walsh, amerykański reżyser i aktor (ur. 1887)